# Сюньян (Анькан)
Сюнья́н (кит. упр. 旬阳, пиньинь Xúnyáng, буквально: «с северной („янской“) стороны от реки Сюньшуй») — уезд городского округа Анькан провинции Шэньси (КНР).

## История
Уезд Сюньян был создан после основания империи Хань в 202 году до н. э. При империи Восточная Хань уезд Сюньян был присоединён к уезду Сичэн.
После основания империи Западная Цзинь уезд Сюньян был в 280 году создан вновь, однако его название тогда писалось 洵阳县. Восточная часть современного уезда Сюньян тогда входила в состав уезда Синцзинь (兴晋县).
В эпоху Южных и Северных династий эти земли не раз переходили из рук в руки, а их административное устройство сильно изменялось. При династиях Лю Сун и Ци название уезда писалось как 旬阳县. Когда эти места были захвачены войсками Западной Вэй, то в 552 году были созданы уезды Вэйян (洧阳县) и Хуанту (黄土县). В 556 году, когда Западная Вэй стала Северной Чжоу, уезд Вэйян был переименован в Чанган (长冈县), а в следующем году к уезду Хуанту были присоединены уезды Чанган, Чию (赤石县), Цзясянь (甲县) и Линьцзян (临江县).
После основания империи Тан в 618 году северная часть уезда Сюньян была выделена в уезд Сюньчэн (洵城县), а также был создан уезд Лучуань (驴川县). В 628 году уезд Лучуань был расформирован, а в 634 году был ликвидирован и уезд Сюньчэн. В 742 году уезд Хуанту был переименован в Вэйян. В 771 году уезд Вэйян был присоединён к уезду Сюньян, но в 821 году воссоздан.
При империи Сун в 966 году уезд Вэйян был окончательно присоединён к уезду Сюньян.
После монгольского завоевания из-за малой численности населения уезд Сюньян был расформирован, а его земли перешли под непосредственное управление властей области Цзиньчжоу (金州). После изгнания монголов и основания империи Мин уезд Сюньян был в 1370 году создан вновь. В 1476 году его восточная часть была выделена в отдельный уезд Байхэ.
В 1951 году был создан Специальный район Анькан (安康专区), и уезд вошёл в его состав. В 1964 году в связи с политикой по упрощению иероглифов написание названия уезда было официально изменено с 洵阳县 на 旬阳县. В 1968 году Специальный район Анькан был переименован в Округ Анькан (安康地区).
В 2000 году были расформированы округ Анькан и город Анькан и образован городской округ Анькан.

## Административное деление
Уезд делится на 21 посёлок.